# 신희재
신희재(1992년 12월 27일 ~)는 대한민국의 축구 선수다.

## 수상
- 제45회 전국추계대학연맹전 최우수선수상 (2014)
- 제45회 전국추계대학연맹전 우승 (2014)